# Juan Muñiz Gallego
Juan Muñiz Gallego (Gijón, Asturias, España, 14 de marzo de 1992) es un futbolista español que juega de centrocampista en el Johor Darul Takzim F. C. de la Superliga de Malasia.

## Trayectoria
Comenzó la temporada 2009-10 jugando en el equipo juvenil del Real Sporting de Gijón, que competía en División de Honor, pero consiguió hacerse con un puesto en el Real Sporting de Gijón "B". Esa misma campaña, el 16 de mayo de 2010, debutó en Primera División con el Sporting, vistiendo el dorsal n.º 38, en el estadio El Sardinero frente al Real Racing Club de Santander. Este hecho lo convirtió en el segundo jugador más joven de la historia del club rojiblanco en jugar un partido oficial de Liga, solo por detrás de Emilio Blanco. Curiosamente, el récord lo acababa de superar su compañero Sergio Álvarez, que partió como titular, pero Juan Muñiz lo batió al saltar al campo en el segundo tiempo sustituyendo a Miguel de las Cuevas.
El 11 de noviembre de 2010 participó por primera vez en la Copa del Rey, disputando el encuentro de vuelta de la ronda de dieciseisavos de final ante el R. C. D. Mallorca en el estadio El Molinón. Juan Muñiz anotó el gol que puso el 2-2 definitivo en el marcador, pero el Sporting cayó eliminado debido al 3-1 de la ida. Un año después, repitió presencia en la competición copera dando el triunfo al Sporting por 0-1, tras un lanzamiento de falta directa, en el partido de ida de dieciseisavos que tuvo lugar en el Iberostar Estadio, de nuevo ante el Mallorca.
Se incorporó definitivamente a la primera plantilla del Sporting en la temporada 2012-13. En la jornada 2, durante un enfrentamiento contra el Real Murcia C. F., anotó su primer tanto en Liga con la camiseta rojiblanca, que supuso el 2-3 con el que concluyó el partido. En agosto de 2013 se hizo oficial su cesión al C. D. Mirandés para la campaña 2013-14. A su regreso en la temporada 2014-15 consiguió un ascenso a Primera División. El 8 de enero de 2016 se anunció su desvinculación del Sporting para fichar por el Club Gimnàstic de Tarragona, donde permaneció durante dos temporadas y media hasta la finalización de su contrato.
El 13 de julio de 2018 se anunció su fichaje por el C. D. Lugo. Una temporada después fichó por el Volos NFC griego. Allí también estuvo un año, aunque continuó en Grecia para jugar en el Atromitos de Atenas.
El 8 de enero de 2023 se hizo oficial su incorporación al Johor Darul Takzim F. C. malayo.

## Selección nacional
En el año 2009, fue convocado por la selección española sub-17 para disputar un partido amistoso frente a Argelia. Posteriormente, el 13 de julio de 2011, fue llamado por el combinado sub-19 para participar en la Eurocopa 2011, en la que se proclamó campeón.

## Clubes
| Club                        | País    | Año       |
| --------------------------- | ------- | --------- |
| Real Sporting de Gijón "B"  | España  | 2009-2012 |
| Real Sporting de Gijón      | España  | 2012-2013 |
| C. D. Mirandés              | España  | 2013-2014 |
| Real Sporting de Gijón      | España  | 2014-2016 |
| Club Gimnàstic de Tarragona | España  | 2016-2018 |
| C. D. Lugo                  | España  | 2018-2019 |
| Volos NFC                   | Grecia  | 2019-2020 |
| Atromitos de Atenas         | Grecia  | 2020-2022 |
| Johor Darul Takzim F. C.    | Malasia | 2023-     |

### Campeonatos nacionales
| Título          | Club                      | País    | Año  |
| --------------- | ------------------------- | ------- | ---- |
| Eurocopa sub-19 | Selección española sub-19 | Rumanía | 2011 |